# M. Shadows
Matthew Charles Sanders (Fountain Valley, 31 de julio de 1981) más conocido como M. Shadows, es un músico estadounidense, conocido por ser el vocalista principal de la banda de heavy metal Avenged Sevenfold.

## Biografía
Estudió en Huntington Beach High School, donde participó por un breve periodo en una banda punk llamada "Successful Failure". A su temprana adolescencia se hizo mejor amigo de "The Rev", el cual siempre lo molestaba. Después de esto, Shadows ayudó al baterista Jimmy "The Rev" Sullivan, su compañero de secundaria junto a Zacky Vengeance y Matt Wendt, a hacer el grupo Avenged Sevenfold en 1999. Poco después, un amigo de Sullivan, Synyster Gates se unió a Avenged Sevenfold como guitarrista, y más tarde se uniría Johnny Christ como bajista sustituyendo a Justin Sane.
En su adolescencia, M.Shadows practicaba baloncesto, pero terminó abandonándolo cuando se despertó su interés por la música. Junto a The Rev y Zacky Vengeance fueron arrestados varias veces, mayormente por riñas callejeras o en bares nocturnos. Según él, hay malos recuerdos de la escuela, tanto por la educación extremadamente religiosa como por los alumnos y los profesores. 
M.Shadows relata en el DVD "All Excess" que durante su juventud se metieron en muchas peleas, muchas eran con otras bandas rivales o con chicos del instituto. 
También en el DVD "All Excess", Shadows afirma que todos los miembros de la banda habían hecho una lista de nombres para la banda pero según él eligieron el más raro. El nombre de Avenged Sevenfold, una referencia al libro Génesis, fue elegido por "Lips Of Deceit", otra referencia bíblica y que pasó a ser canción del álbum Sounding the Seventh Trumpet.
Es de procedencia inglesa, española y nativa americana. Tiene numerosos tatuajes, en el pecho tiene la carátula de su primer álbum Sounding The Seventh Trumpet donde pone "Thicker than water" y justo debajo de él una especie de Deathbat con unos huesos cruzados. En su brazo izquierdo tiene un esqueleto encapuchado montando en caballo, un corazón donde pone "True Till Death", una daga, una corona y en el codo una telaraña. En el brazo derecho tiene un corazón, varias rosas, un cohete, un micrófono, un ataúd, una calavera con el número romano 7 "VII", telarañas en el codo y en el hombro, en la muñeca tiene inscrito "10x10" y en la mano tiene el Deathbat de The Rev, según el cantante, ese es su último tatuaje y nunca se hará otro. En las piernas tiene letras extranjeras, un trébol con tres cartas donde pone "H2O", y una mujer desnuda envuelta por un lazo.

## Nombre artístico
Shadows, al igual que los demás miembros de Avenged Sevenfold, utiliza un nombre artístico. En una entrevista, Shadows aseguró que él escogió "M. Shadows" como su nombre artístico porque él mismo se identifica como "El más oscuro de su escuela". La "M" sustituye su nombre de pila, Matt, pues reconoce que no le gusta como suena. La razón por la que él y toda la banda optaron por nombres artísticos, es porque muchos músicos de éxito de los que tomaron influencia los tenían (por ejemplo, Slash de Guns N' Roses y The Edge de U2 ).

## Estilo vocal
El estilo vocal de M.Shadows ha cambiado significativamente en los últimos años. En los primeros años con la banda, en su primer álbum de larga duración, "Sounding the Seventh Trumpet", cuenta con un rango vocal de estilo metalcore al gritar con casos limitados de voces limpias. El lanzamiento de "Waking the Fallen" en 2003 mostró una inclinación hacia unas líneas vocales más melódicas, pero aún mostrando una fuerte influencia de metalcore. El cambio más importante, sin embargo, vino con el lanzamiento del disco debut de la disquera más importante, "City of Evil", en 2005. El álbum contó con un mínimo de gritos y una melodía vocal definida, con un mayor énfasis en los ganchos vocales. Este estilo ha seguido prevaleciendo en cada disco que la banda ha lanzado desde entonces. Comenzaron los rumores de que Shadows había perdido su capacidad de gritar debido a una cirugía de garganta que habría necesitado después del Warped Tour 2003. El productor, Andrew Mudrock, desmintió estos rumores diciendo: «"Cuando conocí a la banda después de "Sounding the Seventh Trumpet", Matt me entregó el CD, y me dijo: "Este disco está gritando. El disco que quiero hacer... va a ser medio-coros y gritando cantos. no tengo ganas de gritar más... la registro después de que se va a estar cantando."»
Los gritos pasaron de Matt a The Rev en los álbumes Avenged Sevenfold y Diamons In The Rough, en canciones como "Critical Acclaim", "Scream", "Afterlife" y "Crossroads" entre otras. Pero con la muerte de The Rev, los gritos fueron notablemente disminuyendo, en el álbum Nightmare únicamente aparecen gritos en la canción "God Hates Us". La escena cambió en la canción "Not Ready To Die", donde Matt hace un gran uso de los gritos, a pesar de ello; en el álbum Hail To The King solamente se escucha un grito de Matt al principio de la canción "Doing Time", donde imita el timbre de voz de Axl Rose.
Matt asegura que antes de salir al escenario, calienta su voz durante tres minutos y bebe un vaso de agua caliente con limón.

## Influencias

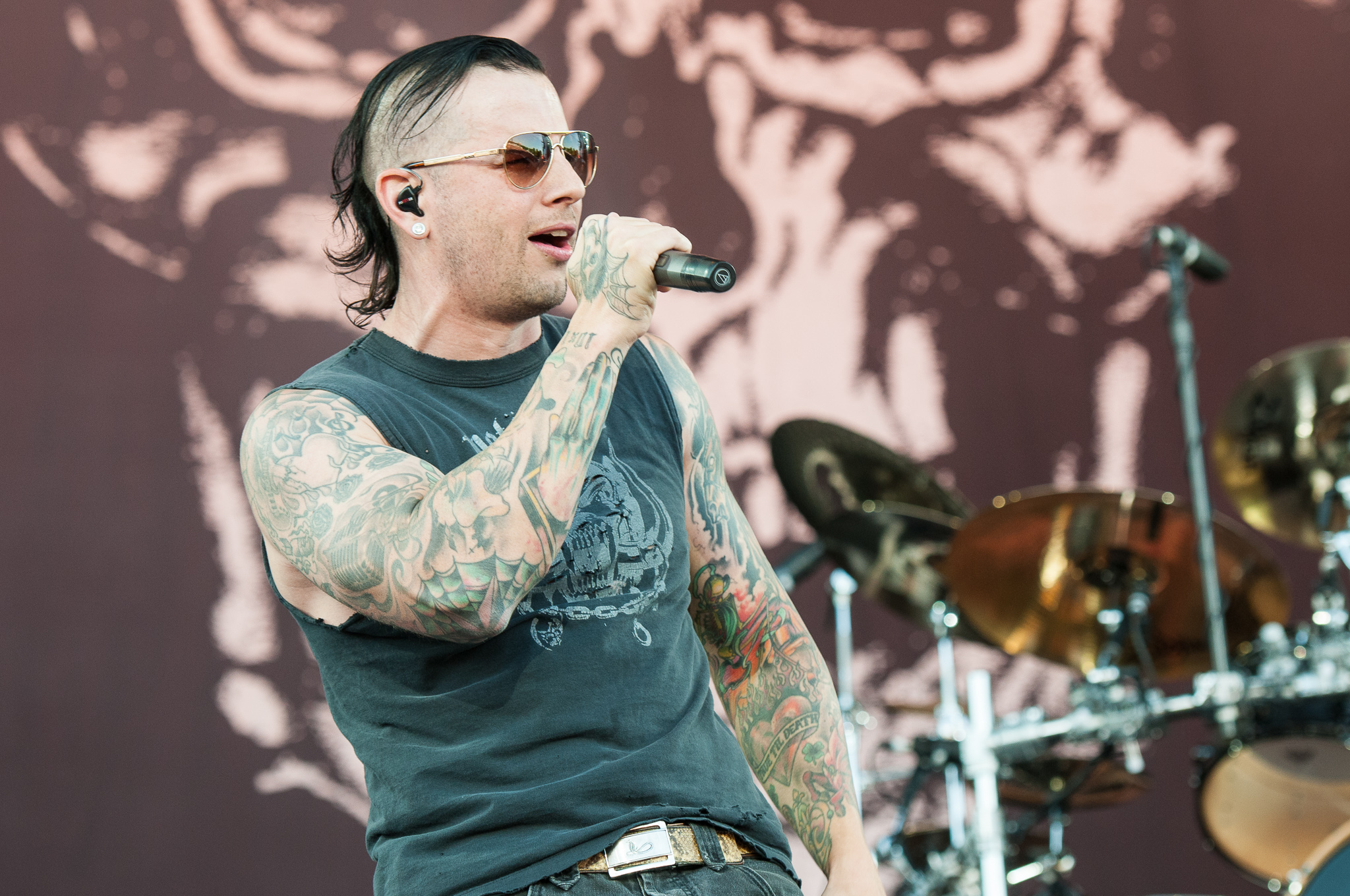
M. Shadows en el Rock im Park 2014.

Shadows basa su estilo de cantar y actuar en gran medida en el metal. Citó a Guns N' Roses como su mayor influencia en una entrevista, comentó que «"Me encanta que la banda se pueda comparar con nosotros en todo lo que quieras -. Son una gran razón de por qué estoy aún en una banda e incluso de escribir música"». Shadows también comentó que estaba muy influenciado por Black Sabbath, Megadeth, Slayer, Pantera y Metallica, Shadows dice que son la razón por la que Avenged Sevenfold trata de hacer el sonido del metal clásico: «"Los Metaleros son tan amargos, que es como, '¿Por qué una banda de Metal Extremo no tiene el éxito que Avenged Sevenfold tiene?",» Dijo Shadows en una entrevista: «"Es porque tenemos ese sonido clásico tradicional para el que bandas como Metallica y Megadeth abrieron el camino un tiempo atrás. Ese sonido cruza y el metal extremo no "» agregó. También declaró más tarde en la entrevista que el experto guitarrista Scott Taylor le enseñó a tocar la guitarra.
Entre sus artistas favoritos se encuentran Guns N' Roses, Elton John, Pink Floyd, Bad Religion, Pennywise, NOFX, At the Gates, Dream Theater, Helloween, Iron Maiden, Korn, Megadeth, Metallica, Pantera, Queensryche, System of a Down, X Japan, Mr.Bungle, H2O, Rancid, Disembodied, Knocked Loose.

## Carrera musical

### Avenged Sevenfold
Shadows es uno de los miembros fundadores de Avenged Sevenfold, junto con The Rev y Zacky Vengeance en 1999. En 2001, la banda lanzó su primer álbum de estudio, "Sounding the Seventh Trumpet". El álbum auto-producido, que estaba en el estilo metalcore, ganó una mezcla de comentarios positivos de los críticos. Tras el éxito de su primer álbum, la banda lanzó su segundo álbum, "Waking the Fallen", en 2003. Más tarde, en 2003, Shadows y Avenged Sevenfold tocaron por primera vez en el Vans Warped Tour 2003. En 2005 con City Of Evil entraron dentro del mundo de la fama y cada vez más gente se empezó a fijar más en esta banda, con Avenged Sevenfold en 2007 y Nightmare en 2009 su fama ya era mundial y tocaban en reconocidos festivales como Rock Am Ring, Rock In Rio, Mayhem y ganaron numerosos premios y reconocimientos. Tras la muerte de The Rev, el grupo no paró de crear música y subir cada vez más alto, en 2013 lanzaron Hail To The King y el éxito fue enorme.

## Vida personal
M. Shadows es de ascendencia Española. Se casó el 17 de octubre de 2009 con Valary DiBenedetto, se conocían desde la escuela. Matt y Valary tienen dos hijos, su hijo mayor se llama River, nacido en 2012 y su hijo menor se llama Cash, nacido en 2014. Ambos tienen el mismo segundo nombre "James" en honor a su exbaterista fallecido The Rev. Valary tiene una hermana gemela llamada Michelle quien es la actual esposa del guitarrista líder de Avenged Sevenfold, Synyster Gates.

## Discografía

### Con Avenged Sevenfold
| Año  | Álbum                                   |
| ---- | --------------------------------------- |
| 2001 | Sounding the Seventh Trumpet            |
| 2003 | Waking the Fallen                       |
| 2005 | City of Evil                            |
| 2007 | Avenged Sevenfold                       |
| 2008 | Live in the LBC & Diamonds in the Rough |
| 2010 | Nightmare                               |
| 2013 | Hail To The King                        |
| 2016 | The Stage                               |
| 2023 | Life Is but a Dream...                  |

### Colaboraciones
| Year | Álbum                                   | Artista              | Canción                                        |
| ---- | --------------------------------------- | -------------------- | ---------------------------------------------- |
| 2002 | Portrait of the Goddess                 | Bleeding Through     | "Savior, Saint, Salvation" with Synyster Gates |
| 2005 | Death for Life                          | Death By Stereo      | "Entombed We Collide"                          |
| 2005 | Death for Life                          | Death By Stereo      | "This Is Not The End                           |
| 2007 | Good Morning Revival                    | Good Charlotte       | "The River" (with Synyster Gates)              |
| 2007 | Requiem                                 | The Confession       | "The End Is Near"                              |
| 2007 | Black in the Saddle                     | Cowboy Troy          | "Buffalo Stampede"                             |
| 2007 | Demo                                    | Kisses for Kings     | "Like Always"                                  |
| 2009 | Feel the Steel                          | Steel Panther        | "Turn Out the Lights"                          |
| 2010 | Slash                                   | Slash                | "Nothing To Say"                               |
| 2010 | Any Port in a Storm (Special Edition)   | The Dirty Heads      | "Check the Level (remix)" (with Slash)         |
| 2011 | Begin Again                             | Hell or Highwater    | "Go Alone"                                     |
| 2012 | Sin and Bones                           | Fozzy                | "Sandpaper"                                    |
| 2012 | Burning in the Water… Drowning in Flame | Pitch Black Forecast | "Landmine"                                     |
| 2012 | Lace Up'                                | Machine Gun Kelly    | "Save Me" (with Synyster Gates)                |
| 2013 | Device                                  | Device               | "Haze"                                         |
| 2018 | In Our Wake                             | Atreyu               | "Super Hero"                                   |
| 2020 | These Grey Men                          | John Dolmayan        | "Street Spirit (Radiohead Cover)"              |